# ICA Banken
Ica Banken — шведський банк, який розпочав свою діяльність у 2001 році. Більша частина бізнесу розташована в місті Бурос, штаб-квартира ICA Banken знаходиться в Стокгольмі, Сульна. Сьогодні банк має понад 800 000 клієнтів, приблизно 450 співробітників, і є частиною групи ICA.

## Історія
Після фінансової кризи в Швеції були пом'якшені правила відкриття нових банків. Політична мета полягала в тому, щоб посилити конкуренцію на банківському ринку, і страхові компанії, серед іншого, отримали можливість починати і проводити банківські операції. На початку 2000-х років у харчових мереж Ica і Coop були плани почати банківські операції. Основу для запланованих операцій склали відповідні ощадні каси, які обидві мережі використовували в зв'язку зі своїми картками клієнтів. Обмеження, полягали в тому, що ощадний банк в той час міг приймати депозити тільки в розмірі 15 000 шведських крон, не міг надати жодних гарантій на внесену суму і що підключені карти в принципі могли використовуватися тільки в його власних магазинах.
Таким чином, Ica Banken і Coop Bank стали першими, хто отримав дозвіл на початок банківських операцій, не будучи повністю дочірніми підприємствами існуючих фінансових або страхових компаній.
22 грудня 2020 року Ica Banken і Forex Bank оголосили, що вони уклали угоду про придбання Ica Banken депозитних і кредитних портфелів Forex Bank. Купівля буде завершена в другому кварталі 2021 року і це означає, що Ica Banken отримає близько 235 000 клієнтів Forex Bank.

## Операції
Ica Banken — це універсальний банк, який пропонує різні банківські карти, рахунки для заробітної плати, іпотечні кредити, кредити без позики, заощадження коштів та страхування. Клієнти можуть вносити та знімати гроші практично у всіх магазинах Ica. Інші банківські питання можна вирішити за допомогою сайту www.icabanken.se, через додатки банку та по телефону. Бізнес орієнтований в основному на приватних клієнтів і може бути охарактеризований як нішевий банк. Головний офіс банку знаходиться у Сульні, а клієнтський центр — в Буросі. Ica Banken також управляє банкоматом Ica для зняття готівки. В даний момент є вісім автоматів, які не перебувають поруч з магазином Ica.

## Банкомати
На сьогодні Ica Bank використовує близько 450 банкоматів для зняття готівки. Вони часто розташовані поруч з магазинами Ica. В автоматах можна використовувати всі карти MasterCard і Visa, включаючи Maestro і Electron.